# Börrums kyrka
Börrums kyrka är en kyrkobyggnad i Börrum i Linköpings stift. Den är församlingskyrka i Söderköping S:t Anna församling.

## Kyrkobyggnaden
Kyrkan som tillkom 1718 består av ett rektangulärt långhus med öst-västlig orientering. Vid östra kortsidan finns ett rakt avslutat kor med samma bredd som långhuset. Vid långhusets västra sida finns vapenhuset med ingång. Vid långhusets norra sida finns en sakristia. Kyrkan har en stomme av liggtimmer och har vita sprutputsade fasader. Byggnaden täcks av ett sadeltak klätt med enkupigt lertegel.

### Tillkomst och ombyggnader
Innan kyrkan uppfördes nyttjades ett gudstjänstrum på Börrums säteri. Nuvarande träkyrka uppfördes 1718 av Magnus Olof Wahrling och fick namnet S:t Peders kyrka. Samma år bildades Börrums socken, som från början var annexförsamling till Mogata. År 1736 uppfördes en sakristia på norra sidan av byggnaden och 1748 byggde man till ett vapenhus i väster. Vid en restaurering 1850 reveterades väggarna och fönstren förstorades.
Under 1900-talet var kyrkan i så dåligt skick att en större renovering genomfördes åren 1920–1921 under ledning av arkitekt Knut Nordenskjöld. Byggnadens grund lades om och hela stommen förstärktes, likaså taket. Sakristian från 1736 revs och en ny byggdes upp.
Klockstapeln uppfördes 1726. I stapeln hänger klockor gjutna 1722 av Meyerska styckgjuteriet i Stockholm.

## Inventarier
- Predikstolen är troligen tillverkad i början av 1700-talet. År 1742 köptes den in från Törnevalla kyrka.
- Dopfunten av trä är byggd efter ritningar av arkitekten Kurt von Schmalensee.
- Altartavlan är gjord 1850 av Anders F Södergren och har motivet Jesus välsignar barnen (Matteus 19:13-15).

### Orglar
- Den första orgeln anskaffades begagnad 1836 och förbättrades av klockaren och orgelbyggaren Anders Jonsson i Ringarum.
- En ny orgel med sju stämmor, byggd av Gustaf Dahlström i Gusum, tillkom 1871.
- År 1923 installerades ny orgel tillverkad av Furtwängler & Hammer i Hannover. Den hade åtta stämmor fördelade på två manualer och pedal.
- Nuvarande mekaniska orgel med fem stämmor tillkom 1968. Den är byggd av Jacoby Orgelverkstad.

| Manual          | Pedal   | Koppel  |
| Koppelflöjt 8’  | Bihängd | Man/Ped |
| Principal 4’    |         |         |
| Spetsgedackt 4’ |         |         |
| Gemshorn 2’     |         |         |
| Oktava 1'       |         |         |